# Michael Karel z Althannu
Michael Karel hrabě z Althannu (německy Michael Karl Reichsgraf von Althann, Freiherr auf der Goldburg zu Murstetten; 2. května 1801 Linec – 16. května 1881 Cannes) byl rakouský a pruský šlechtic a politik německé národnosti z rodu Althannů sídlící v Čechách, v 2. polovině 19. století poslanec Říšské rady.

## Biografie
Pocházel ze starého šlechtického rodu Althannů, byl druhorozeným ze čtyř synů Michaela Maxmiliána z Althannu (1769–1834) a jeho manželky Marie Františky z Thürheimu. Původně sloužil v armádě, kde dosáhl hodnosti hejtmana (1831) a v roce 1839 odešel do výslužby. Byl též c. k. komořím. Dne 3. února 1847 se stal členem pruské Panské sněmovny jako její dědičný člen.
Po obnovení ústavní vlády se zapojil i do rakouské politiky. V zemských volbách v Čechách roku 1861 byl zvolen poslancem Českého zemského sněmu za velkostatkářskou kurii, nesvěřenecké velkostatky. Zemský sněm ho roku 1861 delegoval i do Říšské rady (tehdy ještě volené nepřímo) za Čechy (kurie velkostatkářská). K roku 1861 se uvádí jako c. k. komoří, c. k. nadporučík armády, statkář a člen pruské Panské sněmovny, bytem v Milíčevsi. Do zemského sněmu byl zvolen opětovně v zemských volbách v březnu 1867 a pak po jisté přestávce i v zemských volbách roku 1872, znovu za svěřenecké velkostatky ve velkostatkářské kurii. Rezignoval před dubnem 1877. Po převzetí rodového dědictví v Čechách a Rakousku byl v roce 1862 jmenován dědičným členem rakouské panské sněmovny (1862).

## Majetkové a rodinné poměry

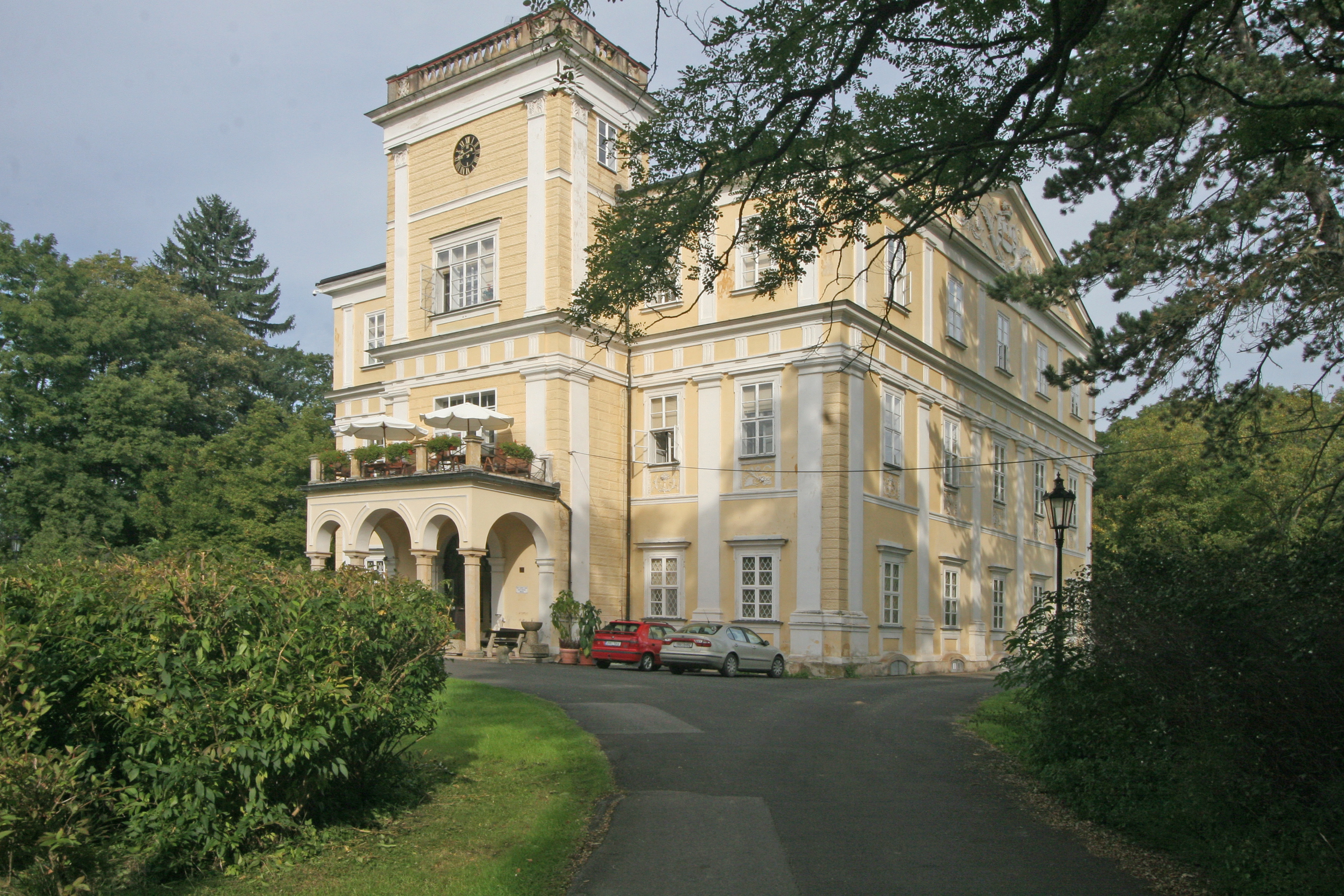
Zámek Milíčeves, sídlo Michaela Karla Althanna v letech 1841–1871

Původně byl jeho sídlem zámek v Milíčevsi, který koupil v roce 1841 a vzápětí přistoupil k jeho radikální přestavbě (1841–1849). V roce 1861 zdědil po starším bratrovi Michaelu Josefovi (1798–1861) rodové statky v Čechách, Prusku a Rakousku. V Čechách mu patřily fideikomisní velkostatky Svojšice a Králíky, na německé straně Králického Sněžníku v Kladsku vlastnil panství Mittelwalde (dnešní Międzylesie v Polsku). V Dolních Rakousích byly jeho majetkem velkostatky Zwentendorf a Murstetten.
Byl dvakrát ženatý. Jeho první manželkou byla hraběnka Ludovika Nosticová (1805–1849), podruhé se oženil v roce 1850 s Angličankou Caroline Thomas (1827–1880). Z druhého manželství měl dvě děti. Dcera Marie Karolína (1851–1900) se provdala za rakouského šlechtice hraběte Maxmiliána Vrintse zu Falkenstein (1844–1900) a při sňatku obdržela věnem zámek Milíčeves. Syn Michael Robert (1853–1919) zdědil rodové statky v Čechách, Rakousku a Prusku, byl dědičným členem rakouské a pruské panské sněmovny.